# Kalevan Pallo
Il Kalevan Pallo (KalPa) è un club professionistico di hockey su ghiaccio della città di Kuopio, militante nella Liiga, la massima serie del campionato finlandese di hockey su ghiaccio.

## Storia
La squadra disputa i propri incontri domestici nella Kuopion jäähalli, nota per ragioni di sponsor come Olvi Areena. I migliori piazzamenti ottenuti dalla squadra in Liiga sono due secondi posti (nel 1990–91 e nel 2016-17) e un terzo posto (nella stagione 2008-09). Il KalPa si è inoltre aggiudicato nel 2018 la Coppa Spengler a Davos, battendo in finale il Team Canada 2-1.